# لينو فنتورا
لينو فنتورا (بالفرنسية: Lino Ventura )‏ (و. 1919 – 1987 م) هو ممثل أفلام، ومصارع هاوي من فرنسا، وإيطاليا، ولد في بارما، توفي في سان كلو، عن عمر يناهز 68 عاماً، بسبب نوبة قلبية.

## وصلات خارجية
- لينو فنتورا على موقع IMDb (الإنجليزية)
- لينو فنتورا على موقع روتن توميتوز (الإنجليزية)
- لينو فنتورا على موقع مونزينجر (الألمانية)
- لينو فنتورا على موقع ألو سيني (الفرنسية)
- لينو فنتورا على موقع تيرنر كلاسيك موفيز (الإنجليزية)
- لينو فنتورا على موقع أول موفي (الإنجليزية)
- لينو فنتورا على موقع قاعدة بيانات الأفلام السويدية (السويدية)
- لينو فنتورا على موقع إن إن دي بي (الإنجليزية)
- لينو فنتورا على موقع ديسكوغز (الإنجليزية)
- لينو فنتورا على موقع قاعدة بيانات الفيلم (الإنجليزية)